# Humenské vrchy
Humenské vrchy je geomorfologický podcelek Vihorlatských vrchů. Nejvyšší vrcholem podcelku je Krivoštianka, dosahující nadmořské výšky 549 m n. m.

## Vymezení
Podcelek zabírá severozápadní část pohoří, jižně od Humenného. Severním směrem sousedí Beskydské predhorie a jeho podcelky Humenské podolie a Mernícká pahorkatina, jižním směrem území klesá do Východoslovenské pahorkatiny s podcelky Pozdišovský chrbát, Laborecká niva a Podvihorlatská pahorkatina. Vihorlatské vrchy pokračují východním směrem podcelkem Vihorlat. 

## Dělení
Podcelek se dělí na dvě části:
- Krivoštianka - tvoří jihozápadní rameno podcelku
- Sokol - vybíhá severovýchodním směrem

## Vybrané vrcholy
- Krivoštianka (549 m n. m.) - nejvyšší vrchol území
- Uhliská (486 m n. m.)
- Červená skala (447 m n. m.)

## Ochrana přírody
Na území Humenských vrchů leží následující maloplošné chráněné území:
- Jasenovská bučina - přírodní rezervace
- Humenský Sokol - národní přírodní rezervace
- Humenská - národní přírodní rezervace
- Chlmecká skalka - přírodní rezervace [2]